# 1 de desembre
El primer de desembre és el tres-cents trenta-cinquè dia de l'any del calendari gregorià i el dos-cents trenta-sisè en els anys de traspàs. Queden 30 dies per finalitzar l'any.

## Esdeveniments
Països Catalans
- 1307 - Corona d'Aragó: Jaume el Just ordena la persecució dels templers.
- 1973 - Barcelona: Lluís Maria Xirinacs i Damians inicia una vaga de fam davant de la presó model per reclamar l'amnistia dels presos polítics que durarà 42 dies.
- 1994 - Vic, Osona: Comença el desplegament dels Mossos d'Esquadra a Catalunya. El cos català substitueix a la comarca el Cos Nacional de Policia i la Guàrdia Civil en les funcions d'ordre públic i seguretat ciutadana.
- 2005 - Madrid: Cinc militants de les Joventuts d'Esquerra Republicana de Catalunya s'encadenen a les 11 del matí, a la seu central de la cadena COPE, acompanyats per 6 militants més amb el suport dels diputats d'ERC Joan Puig i Joan Tardà.[2]
- 2007 - Barcelona: Més de 200.000 persones es manifesten pel dret a decidir.[3]
- 2011 - Berga, creació de l'acció independentista catalana Dóna la cara per la Independència

Resta del món
- 1640 - Palau de Ribeira, Lisboa, Portugal: esclata la revolta a Portugal contra la Monarquia Hispànica, sent proclamat rei Joan IV de Portugal.
- 1918 - Alba Iulia: Es proclama la unió de Transsilvània al Regne de Romania.
- 1919 - Londres, Regne Unit: Nancy Astor, primera dona a la Cambra dels Comuns del Regne Unit.[4]
- 1991 - Ucraïna: Se celebra el referèndum per a aprovar la independència d'Ucraïna.[5]

### Música
| A.   | títol                  |
| ---- | ---------------------- |
| 1975 | T.N.T.                 |
| 1977 | Draw the Line          |
| 1973 | Sabbath Bloody Sabbath |
| 2023 | Nadal a 10 bandes      |
| 1972 | Octopus                |
| 1967 | Axis: Bold as Love     |
| 1986 | Live Magic             |
| 1993 | Acid Eaters            |
| 1984 | Dune (àlbum)           |
| 2017 | Songs of Experience    |

- 2001: el grup xilé Los Prisioneros gravà el disc Estadio Nacional en viu a l'estadi homònim.[6]

Naiximents
- 1901  Ilona Feher, violinista
- 1913  Mary Martin, cantant de Broadway
- 1938  Montserrat Aparici (mezzosoprano)
- 1944  John Densmore (The Doors)
- 1952  Jaco Pastorius (Weather Report)
- 1961  Ivo Varts, bateria (m. 2013)
- 1976  Lauri Õunapuu, guitarriste de folk metal
- 1977  Brad Delson (Incubus)

Morts
- 1997  París, Stéphane Grappelli (violiniste)
- 2021  Alvin Lucier (compositor)

## Naixements
Països Catalans
- 1230 - Barcelona: Maria de Cervelló, fundadora de la branca femenina de l'orde mercenari, santa catòlica (m. 1290).[7]
- 1860 - Sants, Barcelonès: Josep Grañé i Artigas, fou un polític català i últim alcalde de Sants.
- 1862 - Cambrils: Paulí Pallàs i Latorre, anarquista català (m. 1893).
- 1869 - Barcelona: Joan Padrós i Rubió, dirigent esportiu i empresari català, un dels fundadors del Reial Madrid Club de Futbol i el primer president del club (1902 - 1904).
- 1916 - Roda de Ter, Osona: Francesc Ribas i Sanglas, futbolista català.
- 1935 - Barcelona: Francesc Vallverdú i Canes, poeta, tècnic editorial, traductor, assessor lingüístic i sociolingüista català.
- 1938 - Barcelona: Montserrat Aparici i Isern, mezzosoprano catalana.[8]
- 1941 - Mequinensa, Baix Cinca: Jesús Moncada i Estruga, escriptor en llengua catalana.
- 1960 - València: Concha Andrés Sanchis, farmacèutica i política valenciana, ha estat alcaldessa de Montcada i diputada a Corts.[9]

Resta del món
- 1083, Constantinoble: Anna Comnena, princesa romana d'Orient, considerada la primera dona historiadora de qui es té coneixement.[10]
- 1722, Hammer, Silèsia: Anna Louisa Karsch, poeta alemanya, la primera que visqué de la seva obra literària (m.1791).[11]
- 1761, Estrasburg: Marie Tussaud, escultora de cera francesa, fundadora del Museu Madame Tussauds a Londres.[12]
- 1792, Nijni Nóvgorod, Imperi Rus: Nikolai Lobatxevski, matemàtic rus considerat el pare de les geometries no euclidianes (m. 1856).[13]
- 1800, Viena: Louise Rogée, cantant i actriu alemanya (m. 1825).[14]
- 1847, Windsor, Connecticut: Christine Ladd-Franklin, matemàtica i lògica, pionera de la teoria de la visió del color.[15]
- 1880, París: Germaine Gargallo, model pictòrica de molts artistes (m. 1948).[16]
- 1910, Hackney, Londres: Alicia Markova, ballarina, coreògrafa i professora de ballet del Regne Unit.[17]
- 1914, l'Havana: Hortensia Blanch Pita, escriptora de l'exili (m. 2004).[18]
- 1925, Baltimore, Maryland, Estats Units: Martin Rodbell, bioquímic estatunidenc, Premi Nobel de Medicina o Fisiologia de 1994 (m. 1998).
- 1935, Ciutat de Nova York, Estats Units: Woody Allen, cineasta estatunidenc.[19]
- 1936, San Nicolás de los Arroyos, província de Buenos Aires: María Romilda Servini de Cubría, jutgessa argentina.
- 1937, Riga, Letònia: Vaira Vīķe-Freiberga, política letona. Presidenta de Letònia el 1999 i entre 2003 i 2007.[20]
- 1940, Montpeller: Elena Mandroux, metgessa i política socialista francesa, alcaldessa de Montpeller des de 2004 fins al 2014.[21]
- 1943, Ålgård, Noruega: Finn E. Kydland, economista noruec, Premi Nobel d'Economia de l'any 2004.
- 1944, Fes, Marroc: Tahar Ben Jelloun, escriptor marroquí en llengua francesa.[22]
- 1945, Honolulu, Hawaii (EUA): Bette Midler, cantant, actriu i comediant estatunidenca.[23]
- 1949, Medellín, Colòmbia: Pablo Escobar, narcotraficant colombià, fundador i líder del Càrtel de Medellín (n. 1993).
- 1955, Madrid: Verónica Forqué, actriu espanyola, guardonada amb quatre Premis Goya (m. 2021).
- 1957, Corpus Christi (Texas): Patrick Bissell, ballarí estatunidenc.
- 1959, Ardmore, Pennsilvània: Neil Gershenfeld, professor estatunidenc i estudiós vinculat a la computació quàntica i la nanotecnologia.[24]
- 1963, Valladolid: María Soraya Rodríguez, advocada i política espanyola.
- 1977, Agoura Hills, Califòrnia, EUA: Brad Delson, músic estatunidenc, guitarrista de Linkin Park.
- 1980, Madrid: Raquel Corral, nedadora de natació sincronitzada espanyola, guanyadora d'una medalla olímpica.
- 1982, Illa de França: Malika Favre, il·lustradora i artista gràfica francesa que viu a Barcelona.[25]
- 1987, Melbourne, Austràlia: James Keogh, més conegut com a Vance Joy, cantant i compositor australià.
- 1988,
  - Múnic: Nadia Hilker, actriu i model alemanya.
  - Los Angeles, Califòrnia (EUA): Zoë Kravitz, actriu, cantant i model estatunidenca.[26]

## Necrològiques
Països Catalans
- 1921, Lo Mont de Marsan, Gascunya: Armand Jacquey, general i polític conflentí.
- 1971, València: Olimpia Arozena Torres, primera professora de la Universitat de València[27]
- 1972, Barcelona: Maria Rusiñol i Denís, pintora, poeta i novel·lista catalana[28]
- 1985, el Grau de València: Agustí Centelles, fotògraf
- 1995, Mèxic: Elena Verdes Montenegro, pintora alacantina de la Generació del 27.[29]
- 1999, Barcelona: Carme Millà Tersol, dibuixant i cartellista anarquista catalana.[30]
- 2008, Barcelona: Joan Baptista Humet, cantautor català (58 anys).
- 2014, Igualada: Sita Murt, dissenyadora de moda i empresària catalana[31]

Resta del món
- 961, Souvigny, Alvèrnia: Odiló de Cluny, monjo benedictí francès, cinquè abat de Cluny, santificat per l'Església catòlica.
- 1455, Florència: Lorenzo Ghiberti, escultor, orfebre, arquitecte i escriptor d'art italià del Quattrocento.[32]
- 1530, Mechelen: Margarida d'Àustria, princesa borgonyona, duquessa de Savoia, governadora dels Països Baixos[33]
- 1866, Londres, Anglaterra: George Everest, geògraf i topògraf gal·lès, responsable general de la topografia de l'Índia[34]
- 1882, Cadis, Espanya: Margarita Pérez de Celis, editora de premsa espanyola, escriptora, modista, pionera del feminisme.[35]
- 1899 - Opatija, Croàcia: Anna von Helmholtz, salonnière i escriptora alemanya[36]
- 1918, Budapest, Hongria: Margit Kaffka, escriptora i poeta hongaresa[37]
- 1934, Sant Petersburg (Rússia): Serguei Kírov un dels primers líders bolxevics a la Unió Soviètica[38]
- 1936, Madrid, Espanya: Hans Beimler, polític i milicià comunista alemany, militant de les Brigades Internacionals.
- 1970, San Francisco, Califòrnia: Ruth Law Oliver, pionera de l'aviació estatunidenca[39]
- 1973, Ramat Gan, Israel: David Ben-Gurion, líder sionista, sindicalista, periodista, polític i estadista israelià[40]
- 1990, Dehradun, Índia: Vijaya Lakshmi Pandit, diplomàtica i política índia[41]
- 1991, Chicago, Illinois (EUA): George Stigler, economista estatunidenc, Premi Nobel d'Economia de l'any 1982
- 1994, Cambridge, Massachusetts: Calvin Mooers, científic nord-americà de la computació, conegut per la seva feina en la recuperació d'informació
- 1997, París, França: Stéphane Grappelli, violinista i jazzman francès[42]
- 1998, El Caire, Egipte: Aisha Abd al-Rahman, escriptora i professora de literatura egípcia[43]
- 2006, Boulogne-Billancourt: Claude Jade, actriu francesa.
- 2007, Amsterdam: Elizabeth Françoise Eybers, escriptora sud-africana considerada la primera poeta en llengua afrikaans[44]
- 2011, Berlín: Christa Wolf, novel·lista i assagista alemanya.[45]

## Festes i commemoracions
- Dia Mundial de la Sida
- Dia nacional de Romania
- Santoral:
  - Sant Eloi de Noyon, bisbe (641-660), patró dels orfebres, argenters, joiers, metal·lúrgics i ferradors;
  - Hilari del Gavaldà, bisbe;
  - Santa Natàlia de Nicomèdia, màrtir, muller de Sant Adrià;
  - Beat Charles de Foucauld, eremita i màrtir.
  - Serventa de Déu Encarna Ortega Pardo, laica.